# Trichocyclus nigropunctatus
Trichocyclus nigropunctatus är en spindelart som beskrevs av Simon 1908. Trichocyclus nigropunctatus ingår i släktet Trichocyclus och familjen dallerspindlar.
Artens utbredningsområde är Western Australia. Inga underarter finns listade i Catalogue of Life.